# فرودگاه بین‌المللی سائوتومه
فرودگاه بین‌المللی سائوتومه (به انگلیسی: São Tomé International Airport) (به زبان بومی: Aeroporto Internacional de São Tomé) یک فرودگاه همگانی با کد یاتا TMS است که یک باند فرود آسفالت دارد و طول باند آن ۲۲۲۰ متر است. این فرودگاه در شهر سائوتومه کشور سائوتومه و پرینسیپ قرار دارد و در ارتفاع ۱۰ متری از سطح دریا واقع شده است.

## شرکت‌های هواپیمایی و مقصدهای پروازی
| شرکت‌های هواپیمایی                           | مقصدهای پروازی        |
| ------------------------------------------- | --------------------- |
| آفریکا کانکشن اس‌تی‌پی                        | پرینسیپه              |
| Afrijet                                     | لیبرویله              |
| اس‌تی‌پی ایرویز اجرا توسط یوروآتلانتیک ایرویز | لیسبون پورتلا         |
| تاگ آنگولا ایرلاینز                         | کواترو دو فرویرو      |
| تاپ پرتغال                                  | کوتوکا، لیسبون پورتلا |